# Paul de Bruges de Gerpinnes
Paul Marie de Bruges de Gerpinnes (Namen, 23 september 1843 - Weillen, 9 januari 1890) was een Belgisch senator en burgemeester.

## Biografie

### Familie
Paul de Bruges de Gerpinnes was een telg uit de familie De Bruges de Gerpinnes. Hij was een zoon van Amour de Bruges de Gerpinnes (1808-1882), burgemeester van Sart-Eustache, en Louise du Pont d'Ahérée (1814-1871). Hij was een kleinzoon van Charles de Bruges de Gerpinnes (1769-1836) die onder de naam de Bruges de Gerpinnes in 1816 adelserkenning verkreeg, en Perpète du Pont d'Ahérée, militair, industrieel en senator.
Hij trouwde in 1866 in Weillen met zijn nicht Marie de Bruges (1843-1924), dochter van Joseph de Bruges, burgemeester van Weillen. Ze kregen drie dochters.
- Marie de Bruges de Gerpinnes (1870-1893), trouwde in 1890 in Sart-Eustache met haar neef baron Guillaume de Giey (1860-1914), burgemeester van Sart-Eustache, provincieraadslid van Namen en senator. Ze kregen een dochter, met afstammelingen tot heden.
- Louise de Bruges de Gerpinnes (1872-1966), trouwde in 1895 in Weillen met de weduwnaar van haar zus, haar neef baron Guillaume de Giey (1860-1914). Ze kregen twee zoons, met afstammelingen tot heden.
- Cecilia de Bruges de Gerpinnes (1875-1944), bleef ongehuwd. Met haar overlijden doofde de familie uit.

### Loopbaan
De Bruges de Gerpinnes was provincieraadslid van Namen (1874-1884) en burgemeester van Sart-Eustache (1884-1890).
In 1884 werd hij katholiek senator voor het arrondissement Namen en vervulde dit mandaat tot aan zijn dood.